# Pierre Boucher (homme politique)
Pour les articles homonymes, voir Pierre Boucher et Boucher.
Pierre Boucher, né le 24 avril 1946 à Autre-Église est un homme politique belge wallon, membre du Mouvement réformateur.
Il est courtier d'assurances.
Il fut président de la CIEJE (Cie Intercommunale d’Electricité de Jodoigne et extension) (1983–1991) et administrateur délégué de la Société Publique d’Administration des Bâtiments scolaires du Brabant wallon (2001-2004).
Il est trésorier général du MR depuis 1999.

## Carrière politique
- 1982-1991 : conseiller communal à Jodoigne
- 1987–1991 : président du Conseil provincial du Brabant
- 1991–1999 : député permanent de la Province de Brabant
- 1999–2006 : député au Parlement wallon et à la Communauté Wallonie-Bruxelles
- 2000–2006 : 1er échevin de Wavre (Enseignement-Culture-Tourisme)
- 2006- 2012 : député provincial – Président du Collège provincial
- 2012- : président de l'Intercommunale du Brabant wallon (IBW)